# دهلان (هشترود)
دهلان روستایی در دهستان کوهسار بخش مرکزی شهرستان هشترود استان آذربایجان شرقی ایران است.

## جمعیت
بر پایه سرشماری عمومی نفوس و مسکن در سال ۱۳۹۵ جمعیت این روستا ۱۴۲ نفر (۴۲خانوار) بوده‌است.